# 小山文雄
小山 文雄（こやま ふみお、1926年3月14日 - 2015年4月9日）は、日本の文芸評論家。
東京府生まれ。1948年東京高等師範学校卒業。同年より神奈川県立湘南高等学校教諭。1973年神奈川県立横浜日野高等学校教頭、神奈川県立野庭高等学校教頭及び校長、藤沢市教育長、神奈川近代文学館参与、大正大学講師。
大正時代の文学者たちについて実証的研究を行っている。

## 著書
- 日本史の着眼と展開 有朋堂 1956 (難問完答着眼と展開シリーズ)
- 大学受験日本史の綜合問題 有朋堂 1958
- 新・高校日本史 有朋堂 1965.9
- 文明のなかの男たち 白馬書房 1974
- 明治の異才福地桜痴 忘れられた大記者 1984.10 (中公新書)
- 文士と文士 河合出版 1989.11
- 陸羯南「国民」の創出 みすず書房 1990.4
- 個性きらめく 藤沢近代の文士たち 藤沢市教育委員会 1990.10
- 大正文士颯爽 講談社 1995.10 (佐佐木茂索と小島政二郎)
- 続個性きらめく 藤沢近代の文士たち 藤沢市教育委員会 2002.3
- ことばの森へ 日本放送出版協会 2002.1
- 漱石先生からの手紙 寅彦・豊隆・三重吉 岩波書店 2006.11
- 仰臥の医師近藤常次郎 終末期医療への提言/ 五十子敬子共著 批評社 2010.3